# Cillian Murphy
Cillian Murphy, irski filmski in gledališki igralec, * 25. maj 1976, Douglas, Cork, Irska.
Cillian Murphy je najbolje prepoznaven po svojih vlogah v filmih, kot so 28 dni pozneje (2002), Zajtrk na Plutonu (2005), Batman: Na začetku (2005), Veter, ki trese ječmen (2006), Na robu ljubezni (2008), Batman: Vitez teme (2008), po glavni vlogi v seriji Peaky Blinders (2013) in po glavni vlogi v Oppenheimerju (2023).